# Hôtel van Eetvelde
Pour les articles homonymes, voir Van Eetvelde.
L'Hôtel van Eetvelde, bâti à partir de 1895, est une maison de maître de style Art nouveau conçue par l’architecte belge Victor Horta en trois phases à l'angle du square Marie-Louise et de l'avenue Palmerston, à Bruxelles en Belgique.

## Situation
L'Hôtel van Eetvelde est situé aux numéros 2, 4 et 6 de l'avenue Palmerston à Bruxelles, dans le quartier des squares.

## Historique

### Construction
Edmond van Eetvelde (1853-1925), secrétaire général de l'État indépendant du Congo (qui est encore à l'époque la propriété privée de Léopold II), fait appel à Victor Horta en 1895 pour matérialiser sa réussite sociale dans la pierre et pour lui permettre d'organiser des réceptions dans une demeure appropriée d'un style novateur.
L'Hôtel van Eetvelde a été bâti en trois phases avenue Palmerston :
- La maison principale a été construite en 1895 au no 4 sur une parcelle de neuf mètres de large.
- Edmond van Eetvelde fait construire en 1899 par Horta l'immeuble de coin en vue d'agrandir son habitation. Une partie de cet immeuble avec entrée privative au no 2 est mise en location.
- En 1901, Horta élève une annexe à l'habitation principale d'une largeur de quatre mètres au no 6 pour y installer un salon et un billard, accessible depuis le no 4 ou par son garage.

En 1920, à la mort de sa femme, le baron van Eetvelde réaménage l'espace intérieur. Les pièces du no 2 faisant partie auparavant de l'habitation principale font maintenant partie intégrante du no 2.
La Fédération de l'Industrie du Gaz achète l'Hôtel van Eetvelde en 1950 en vue de le transformer en bureaux. La verrière du grand hall octogonal est surmontée par des locaux à usage de bureaux. L'architecte Jean Delhaye, ancien élève de Horta qui habitait au no 2, parvient à sauver des vitraux de la destruction et à les placer à l'intérieur de l'immeuble. Ces bureaux seront détruits en 1988 et la verrière restaurée dans son état initial.
En 2022 et 2023 des travaux de restauration sont réalisés.

### Classement comme patrimoine mondial
En 2000, l'Hôtel van Eetvelde est inscrit avec trois autres constructions majeures d'Horta sur la liste du patrimoine mondial de l'Unesco (voir Habitations majeures de l'architecte Victor Horta).

## Architecture extérieure

### La partie principale de l'Hôtel van Eetvelde

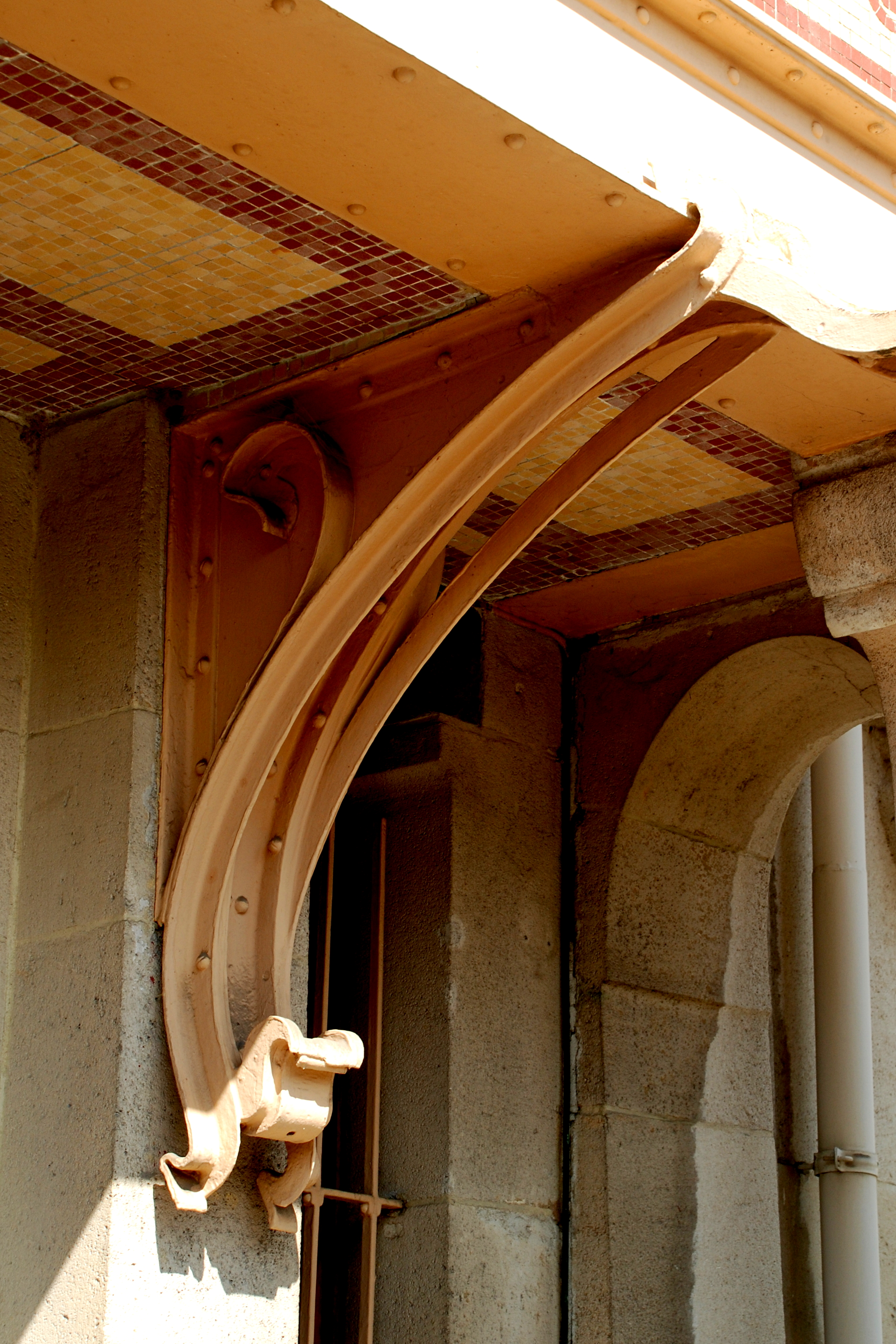
Console en fer.

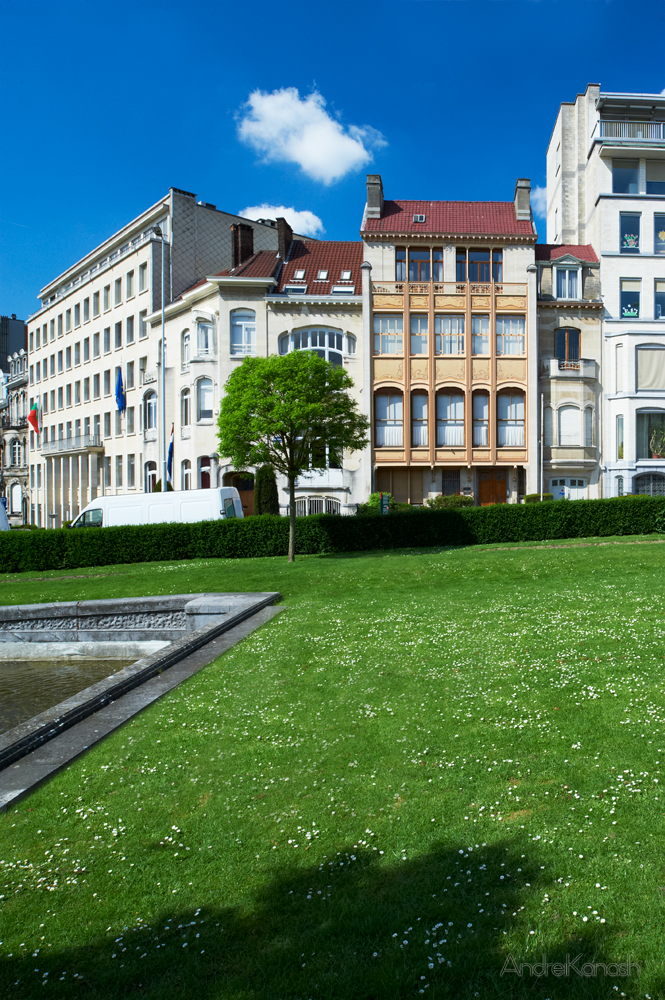

L’audacieuse façade avec sa structure métallique apparente (située au no 4) remonte à 1895. L’architecte s’y révèle particulièrement novateur, tout comme pour les espaces intérieurs organisés autour d’une verrière baignant d’une douce clarté les espaces de réception au raffinement extrême.
Des vitraux reprenant des formes végétales viennent (au droit des colonnes) prolonger le mouvement des colonnes métalliques supportant la verrière, colonnes qui pourraient être apparentées à des troncs desquels sortiraient le feuillage des vitraux. À l'origine, le sol du hall situé sous cette verrière comportait même des dalles vitrées améliorant l'éclairage des caves. À l’intérieur de l’édifice, Victor Horta a créé des espaces modulables par le biais de cloisons coulissantes.
Le décor de la façade est très sobre, même si les motifs en mosaïque se compliquent vers le haut, comme pour annoncer celui de la balustrade du balcon supérieur. Les linteaux droits des portes-fenêtres du dernier étage supportent directement la corniche, rythmée par de nombreuses consoles.
Horta utilise une structure métallique imposante qu’il déploie soit pour supporter les étages en léger ressaut (les consoles), soit pour encadrer les fenêtres par des montants verticaux et des linteaux légèrement arqués.
La structure porteuse lui permet de largement ouvrir dans cette façade, elle, non porteuse. Il affiche l’utilisation du fer, matériau en plein essor dans la construction de bâtiment durant la fin du XIXe siècle. Une poutre est laissée apparente au rez-de-chaussée. Il fait preuve d’avant-gardisme puisque ce genre de structure porteuse est utilisé pour la première fois dans le cadre d’une maison privée[réf. souhaitée]. De plus, il a la volonté de rompre subtilement l’organisation de la façade conçue par symétrie, comme il était coutume auparavant. La porte d’entrée est rejetée à l’extrémité de la façade.

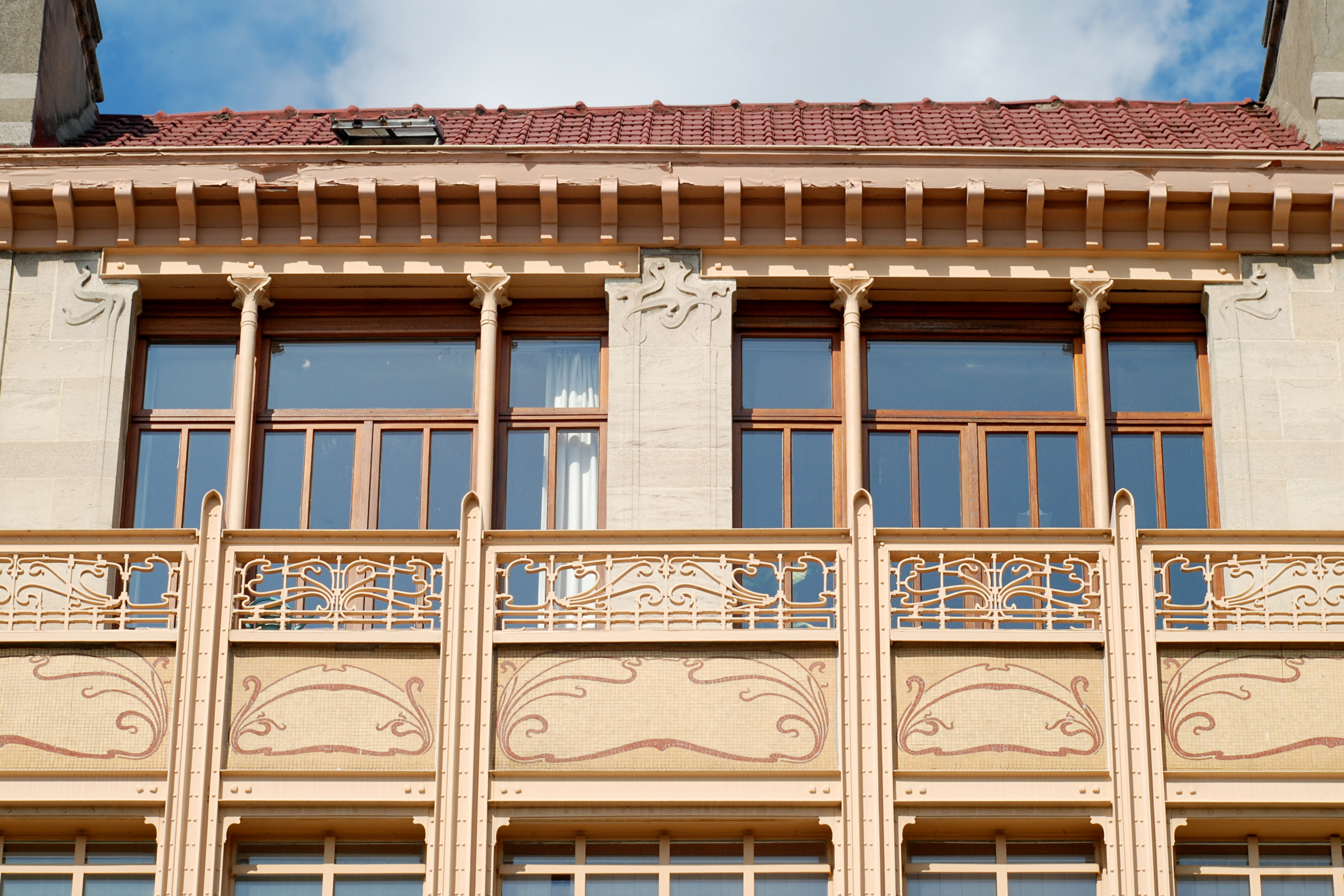
Partie supérieure de la façade principale.
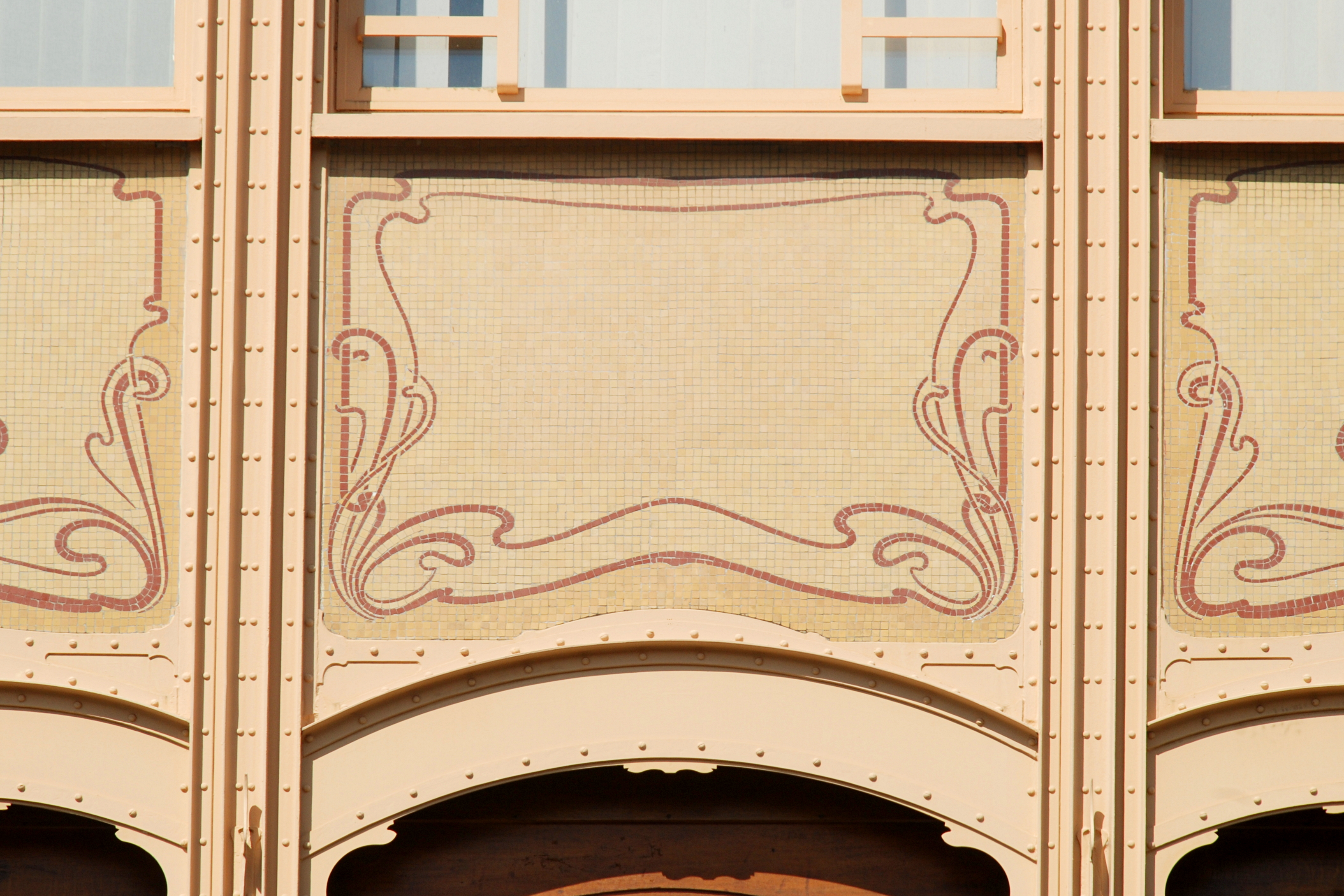
Panneau de mosaïques.

### La première extension
Réalisée en 1899, l'extension d'angle au no 2 se reconnaît aisément par sa façade en pierre taillée blanche. Cette extension était destinée à ajouter un bureau et une salle de billard à la demeure principale avec laquelle ces pièces communiquaient. Pour le reste, elle comprenait également des appartements de rapport. Son style est plus orné et rappelle la maison personnelle d’Horta qu’il vient d’achever rue Américaine à Saint-Gilles. Cette tendance à privilégier l’ornementation ne se démentira plus dans ses réalisations postérieures. Tant la porte d’entrée que les encadrements de fenêtre portent la marque de ce souci par la variété et la sensualité des lignes creusées dans la pierre.
Les boiseries du bureau, en acajou clair du Congo et corail selon les vœux de son commanditaire, forment un des plus beaux décors subsistants de Victor Horta.
Cette maison est devenue ultérieurement la maison de l'architecte Jean Delhaye, collaborateur de Victor Horta devenu après la mort de ce dernier le grand défenseur de son œuvre.

La première extension
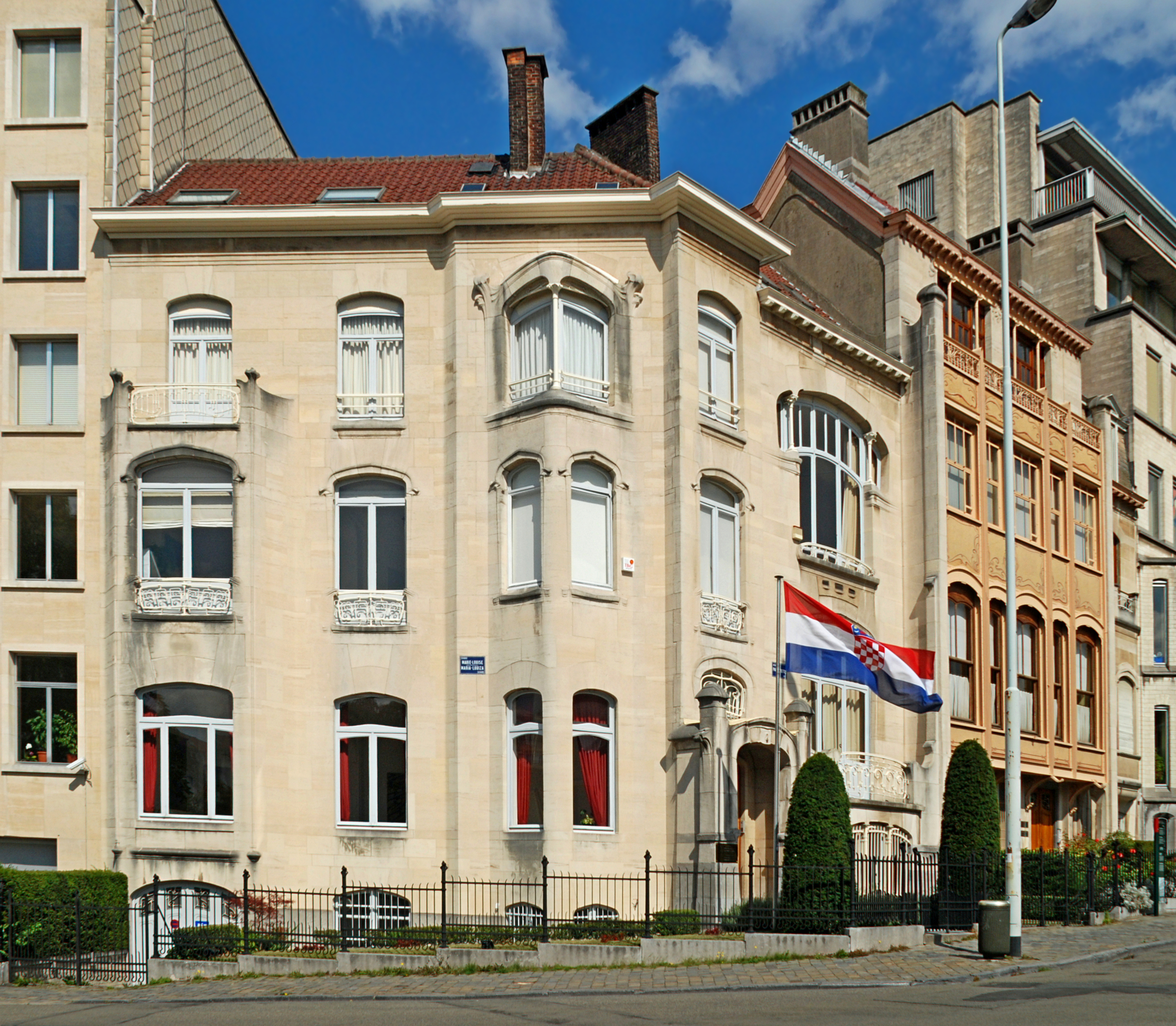
La première extension, 2 avenue Palmerston.
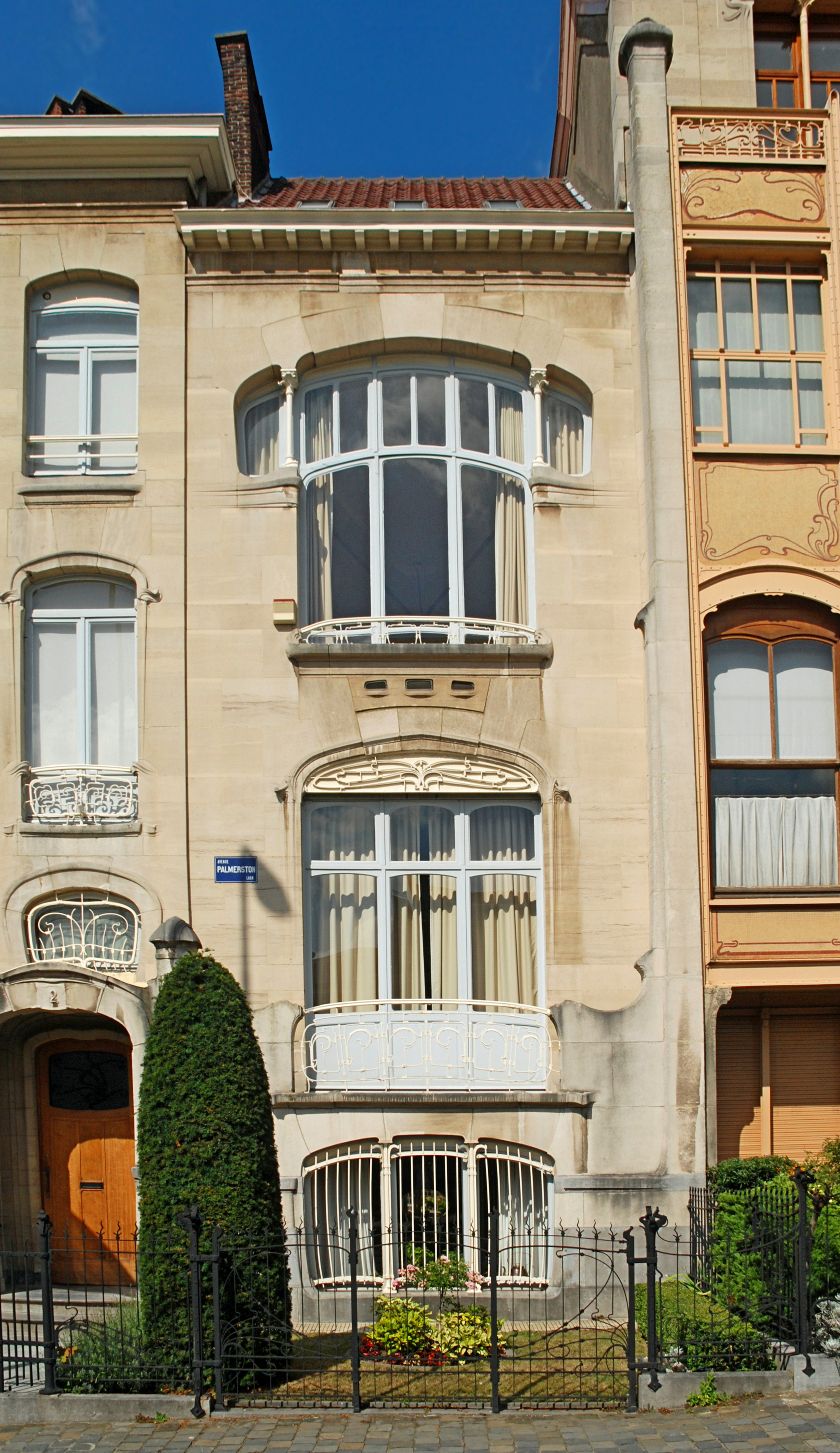
Façade de l'avenue Palmerston.
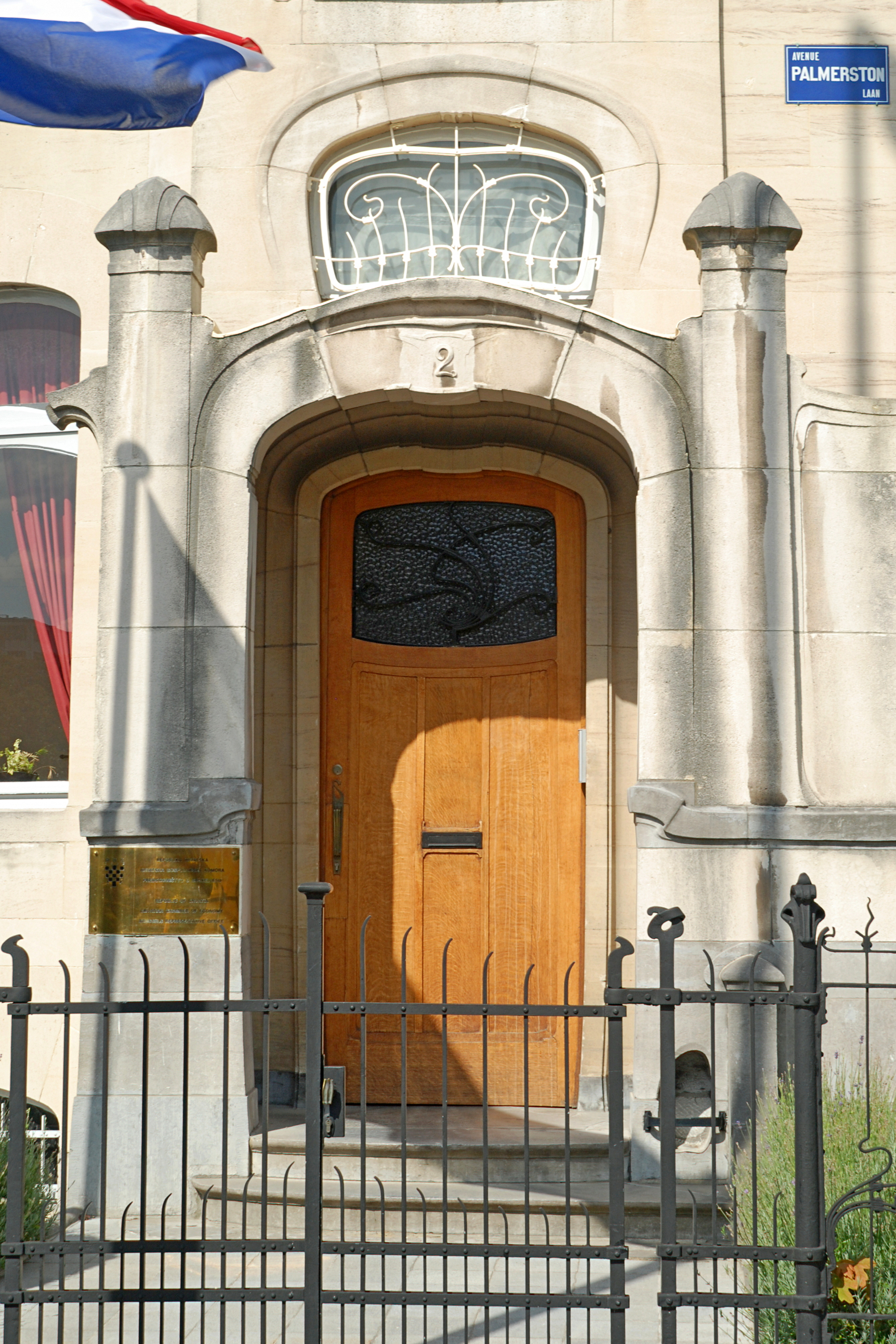
La porte d'entrée.

### La deuxième extension
L'annexe construite en 1901 au no 6 avenue Palmerston, également traitée en pierre blanche, comporte un salon et une chambre et n'a pas d'entrée privative.
Très étroite, elle est ornée d'un oriel percé d'un triplet de baies à arc ogival surbaissé, et surmonté d'un balcon.

La deuxième extension
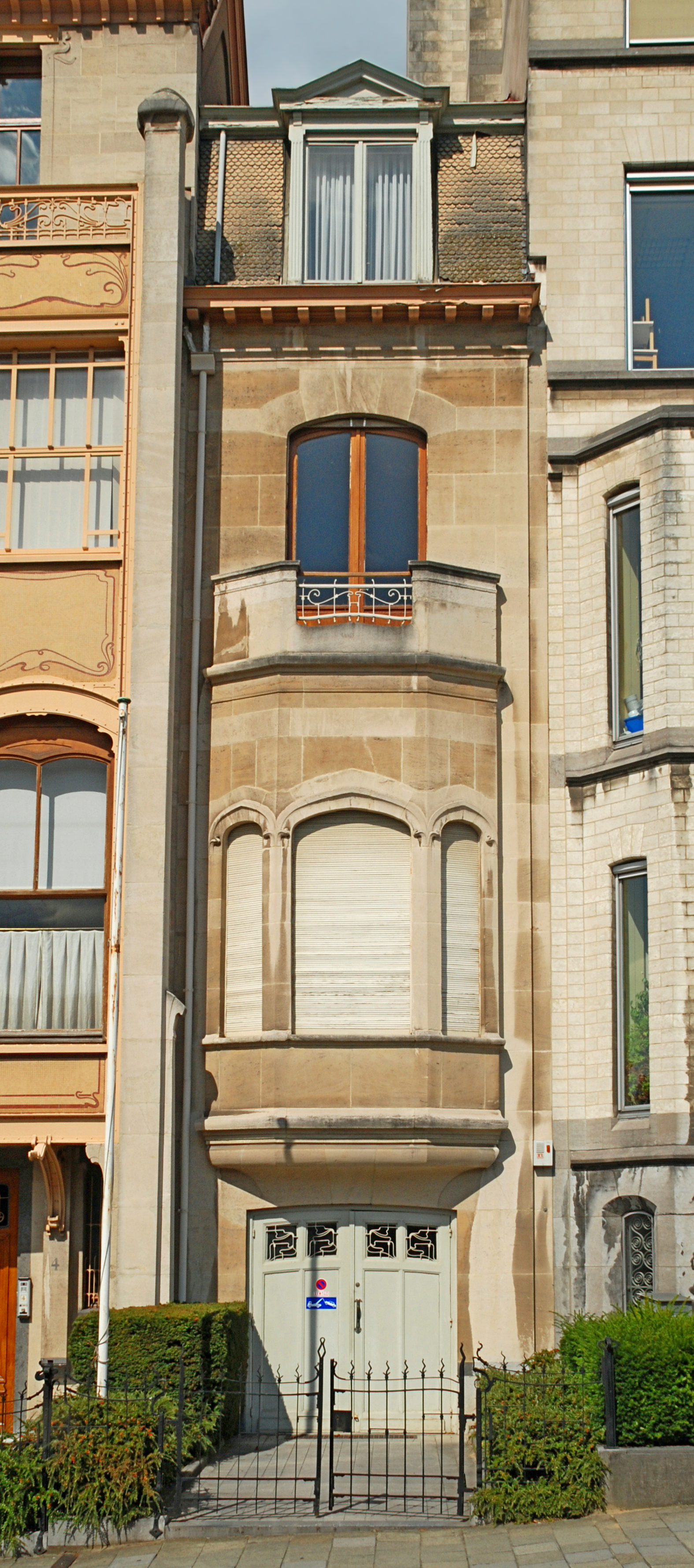
La deuxième extension.
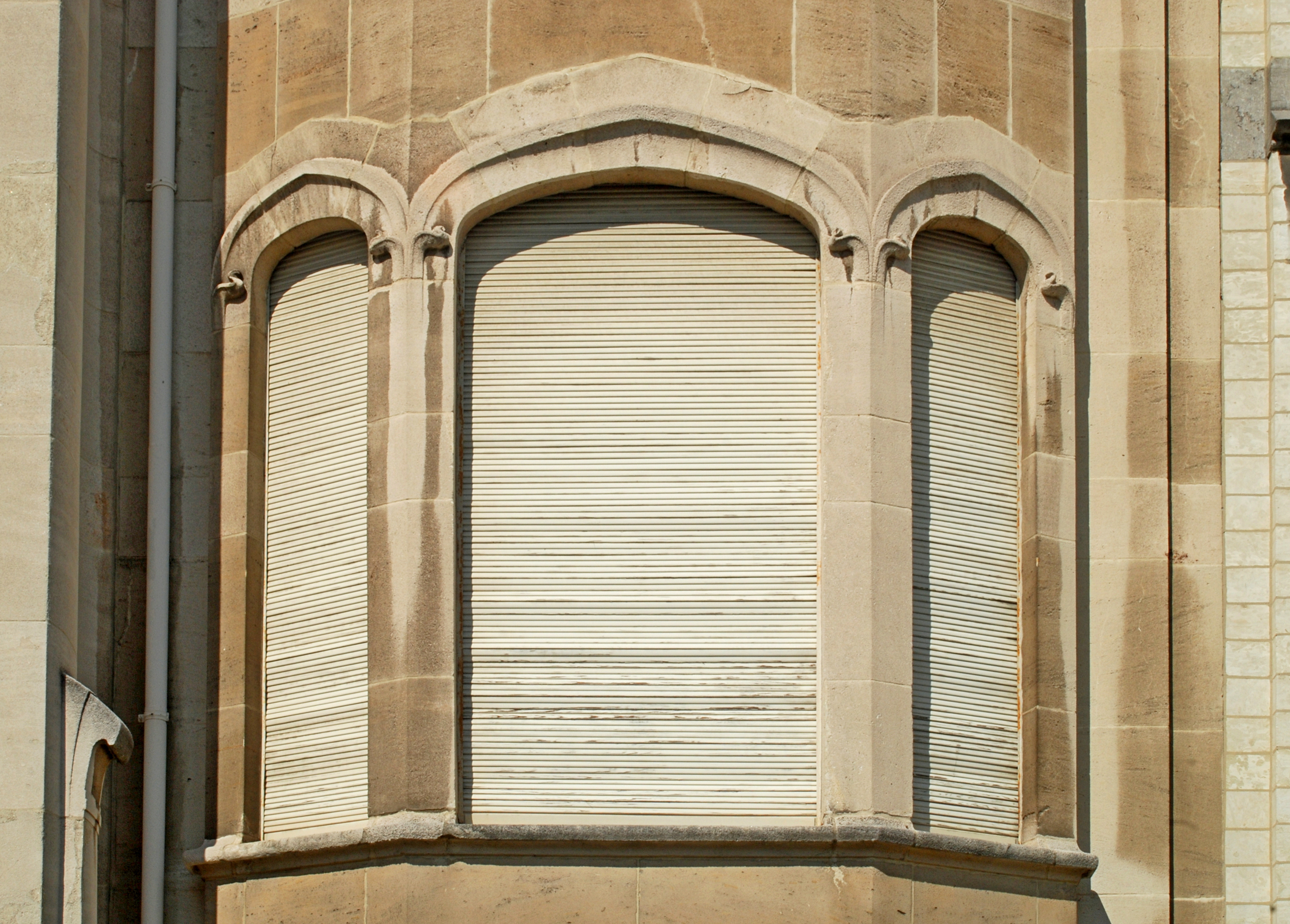
Baies de la deuxième extension.
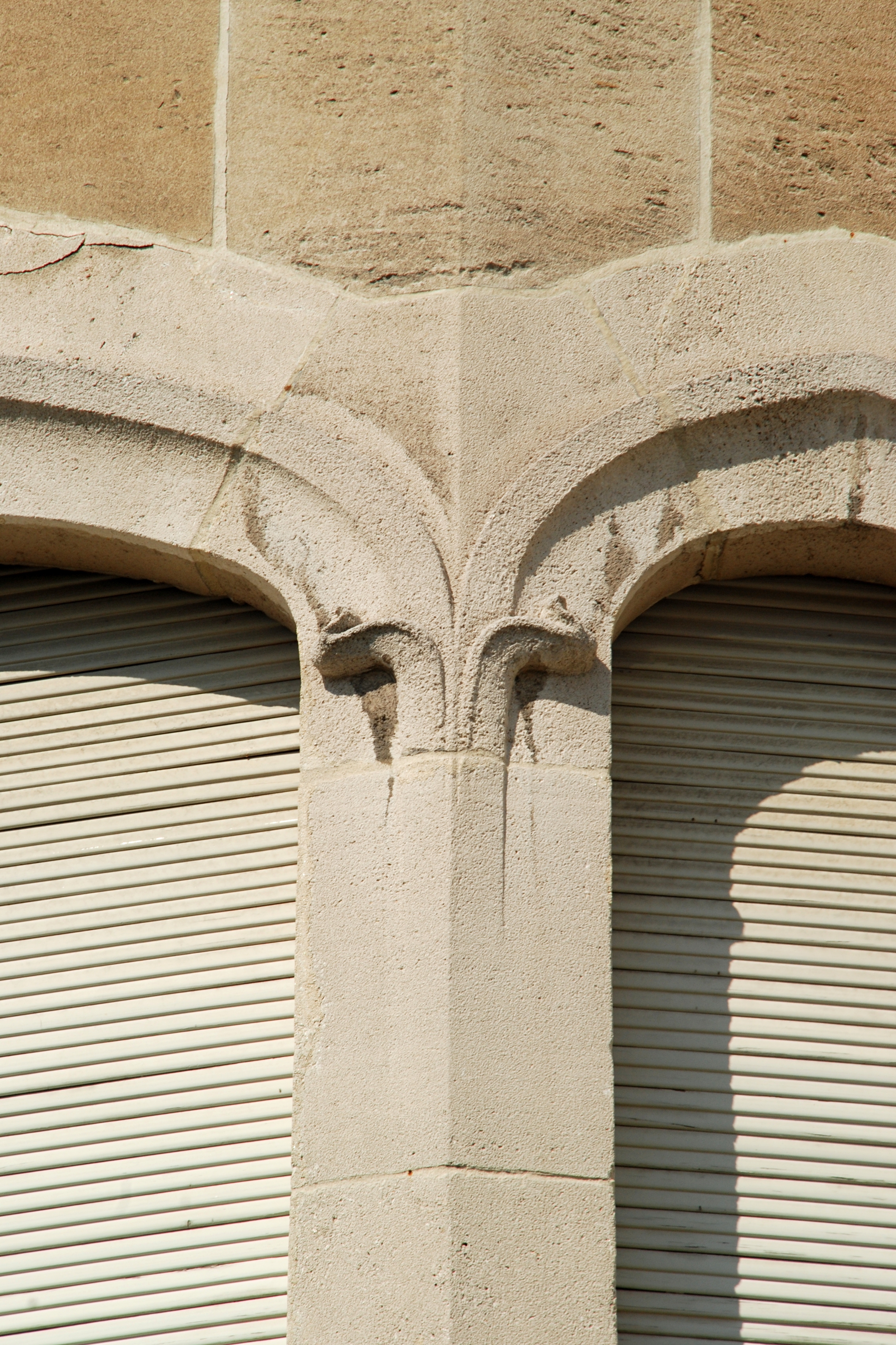
Détail.

## Architecture intérieure
L'intérieur du bâtiment central, s'articule autour d'une rotonde surmontée d'un puits de lumière. Cette rotonde ainsi que sa verrière ont été reconstituées en 1988, tels qu'elles avaient été conçues à l'origine par Victor Horta.
Horta combine ici une zone de repos et une zone de mouvement : la rotonde octogonale surmontée d'une coupole de verre a la fonction d'un petit salon mais elle est entourée d'une zone de circulation qui assure la liaison avec le salon, la salle à manger et la cage d'escalier.
La coupole aux vitraux colorés est portée par huit colonnettes en acier qui « sont intégrées dans ce monde végétal comme des tiges ».
La porte de la salle à manger est ornée de verres opalescents dont la teinte change en fonction de l'intensité et de l'incidence de la lumière

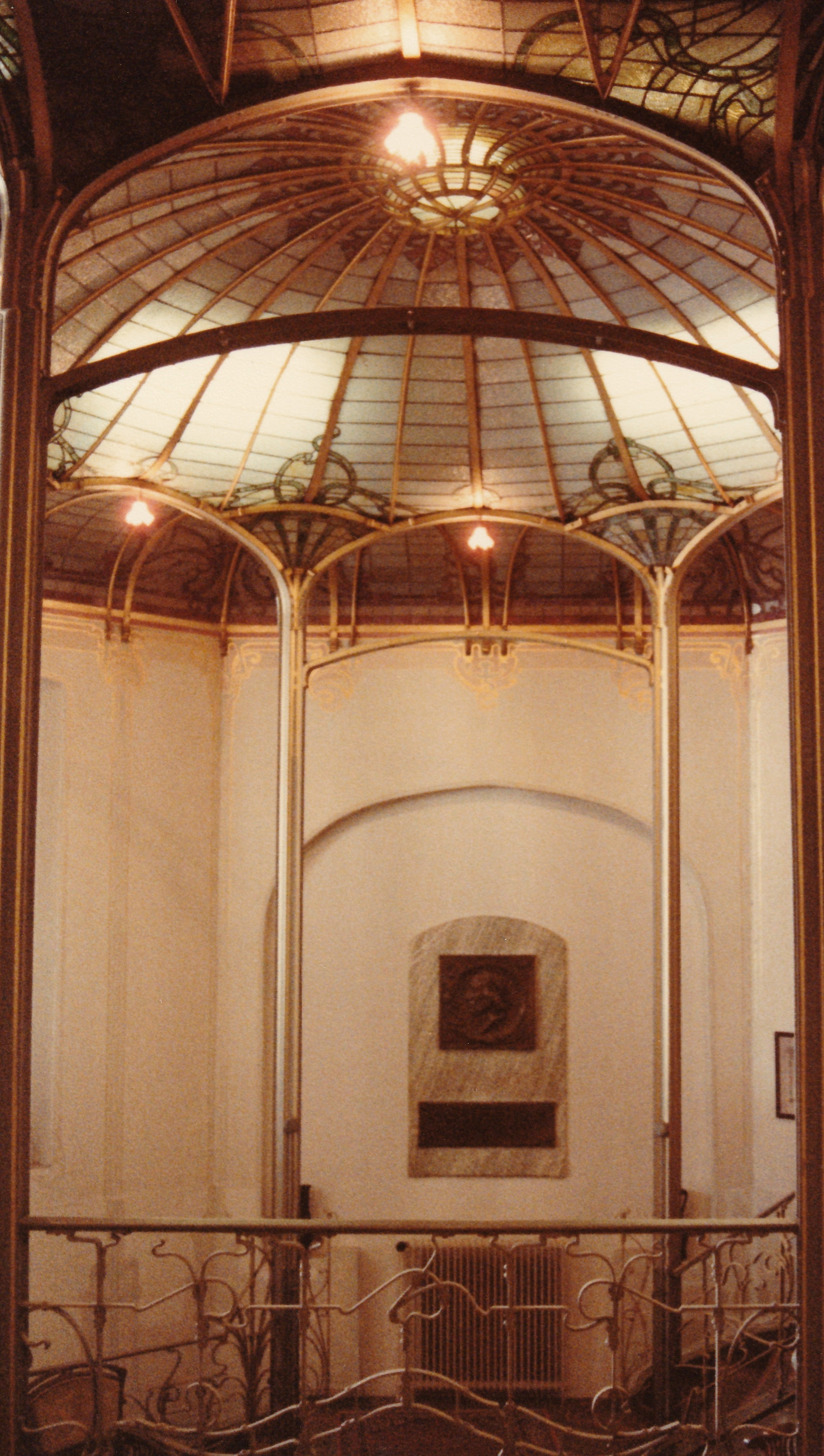
La rotonde.
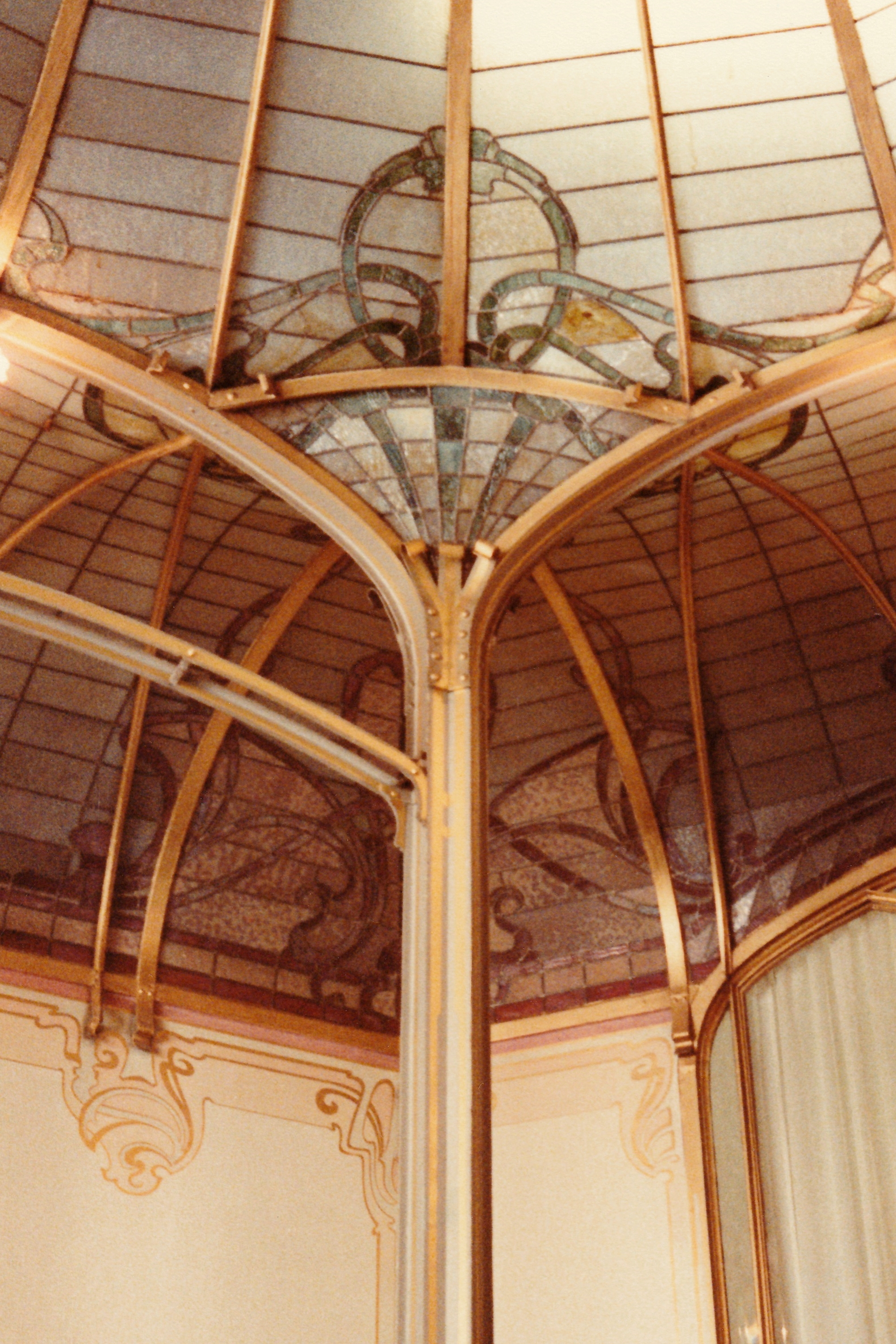
Colonnette.
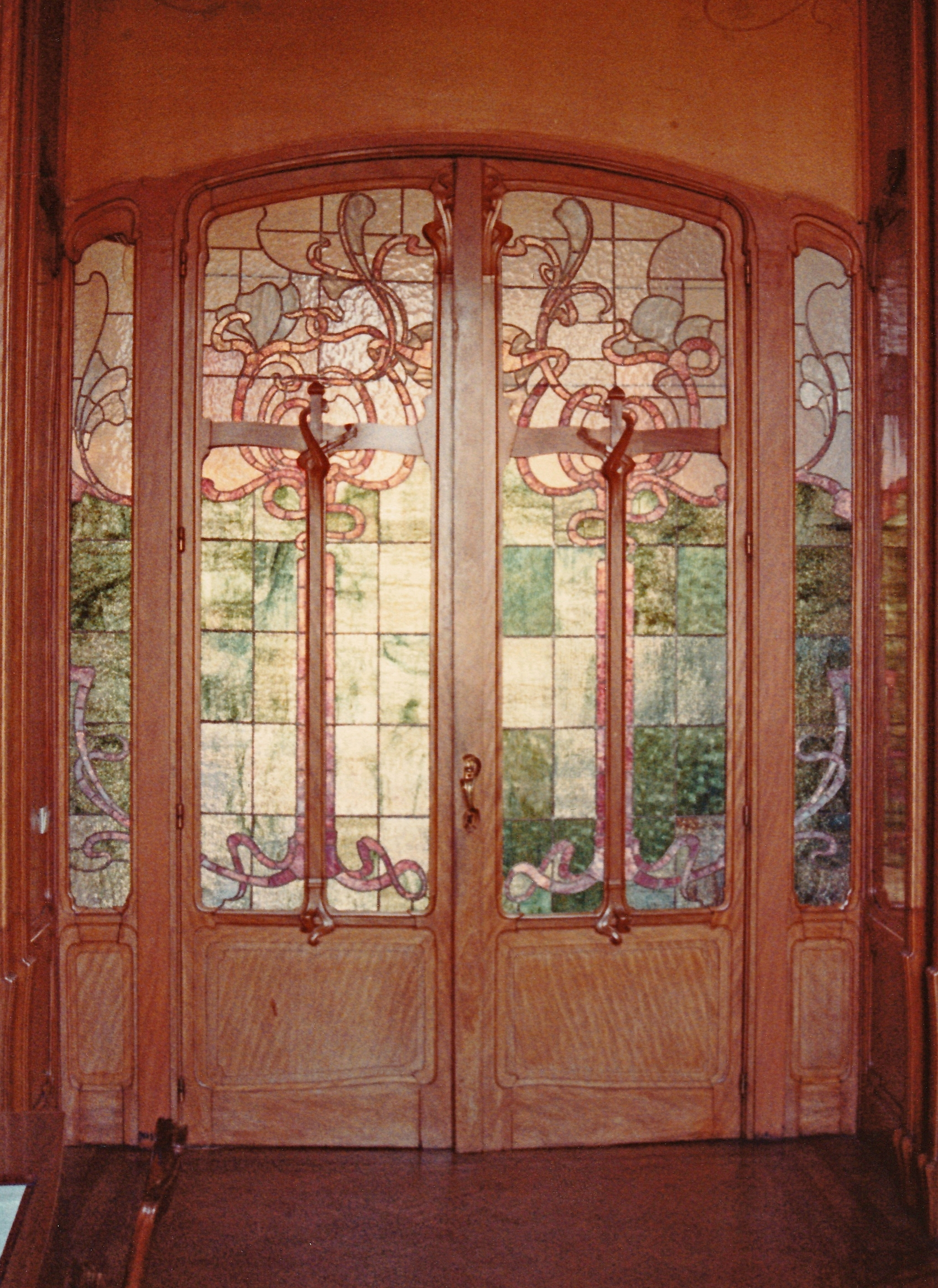
Porte de la salle à manger.
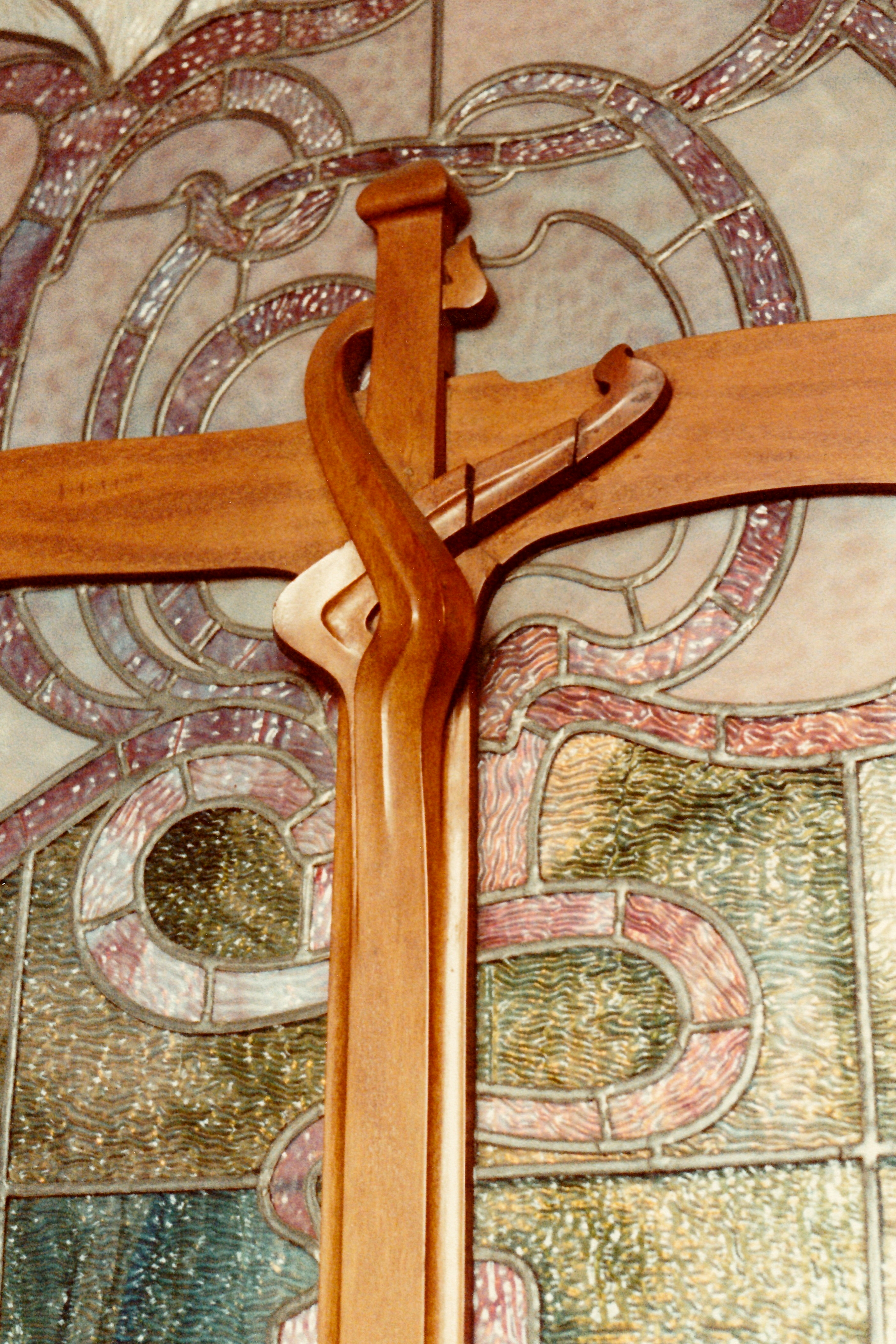
Boiserie.
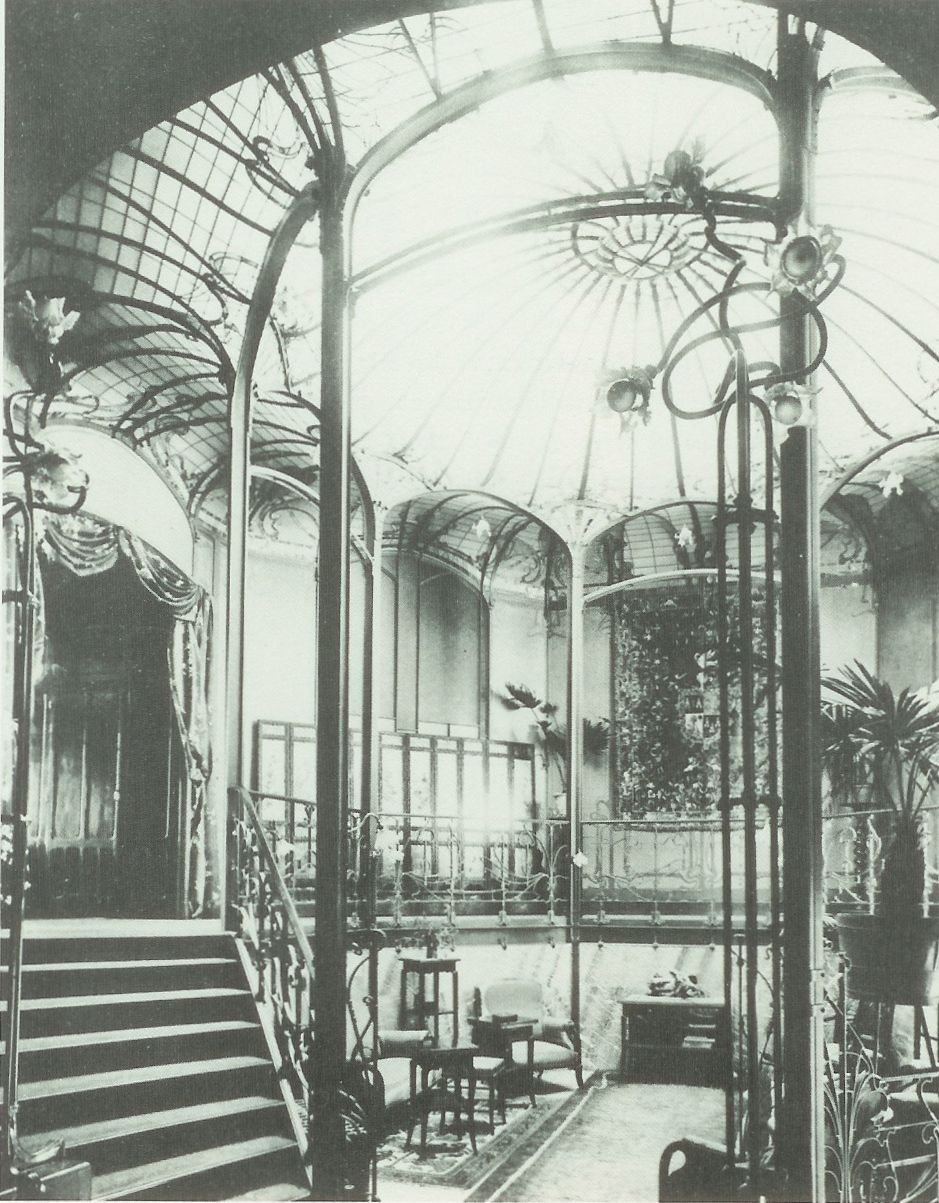
Jardin d'hiver.

Victor Horta introduit des matériaux du Congo, alors considéré comme propriété privée du roi Léopold II (1885-1908), dont Edmond van Eetvelde est le secrétaire d’État général. Les matériaux sont présentés à Tervuren lors de l’exposition de Bruxelles en 1897, aussi connue sous le nom d’Exposition internationale de Bruxelles, lors de laquelle avait été promus les intérêts industriels du pays pour la Belgique.

## Visites
Le bâtiment central (no 4) est la propriété de la Synergrid, Fédération belge de l’Industrie du gaz, qui l’utilise comme bureau de représentation, espace de réception et salle de réunion. L’extension (no 2), qui abrite le bureau d’Edmond van Eetvelde, est la propriété de la Région bruxelloise qui l'a achetée en 2022. 
Depuis le 13 mai 2023, l'ensemble du bâtiment est visitable librement ou en visite guidée grâce à la création du LAB·AN, le Laboratoire de l'Art nouveau, en son sein. 
Le LAB·AN, fondé à l’occasion de l’année Art nouveau 2023, est un espace de promotion de l’Art nouveau qui propose un regard contemporain autour de cet héritage culturel belge, bruxellois et international et de toutes les thématiques qu’il englobe. L’ouverture du LAB·AN dans ce bâtiment extraordinaire permet de rendre l’Hôtel van Eetvelde, joyau de l’Art nouveau bruxellois, accessible au grand public. 
Le projet LAB·AN x Hôtel van Eetvelde est géré par l’asbl Patrimoine & Culture, également responsable/gestionnaire des Halles Saint-Géry.

## Film documentaire
- La Maison de fer, télé-documentaire de Stan Neumann, co-production La Sept-Arte, le musée d'Orsay, le musée des monuments français, Les Films d'ici, 1995

## Accessibilité
| ___ | Ce site est desservi par la station de métro : Schuman. |